# Abell 2218
Abell 2218 è un ammasso di galassie nella costellazione del Dragone alla distanza di 2,345 miliardi di anni luce dalla Terra.
È un ammasso di cospicue dimensioni formato da circa 13.000 galassie. La sua enorme gravità agisce come potente lente gravitazionale che ha permesso di individuare diverse galassie estremamente distanti, anche con redshift z > 7, tra le quali A2218 z1 (z = 7,5) formatasi 750 milioni di anni dopo il Big Bang, la cui immagine ha impiegato 13 miliardi di anni per giungere fino a noi.

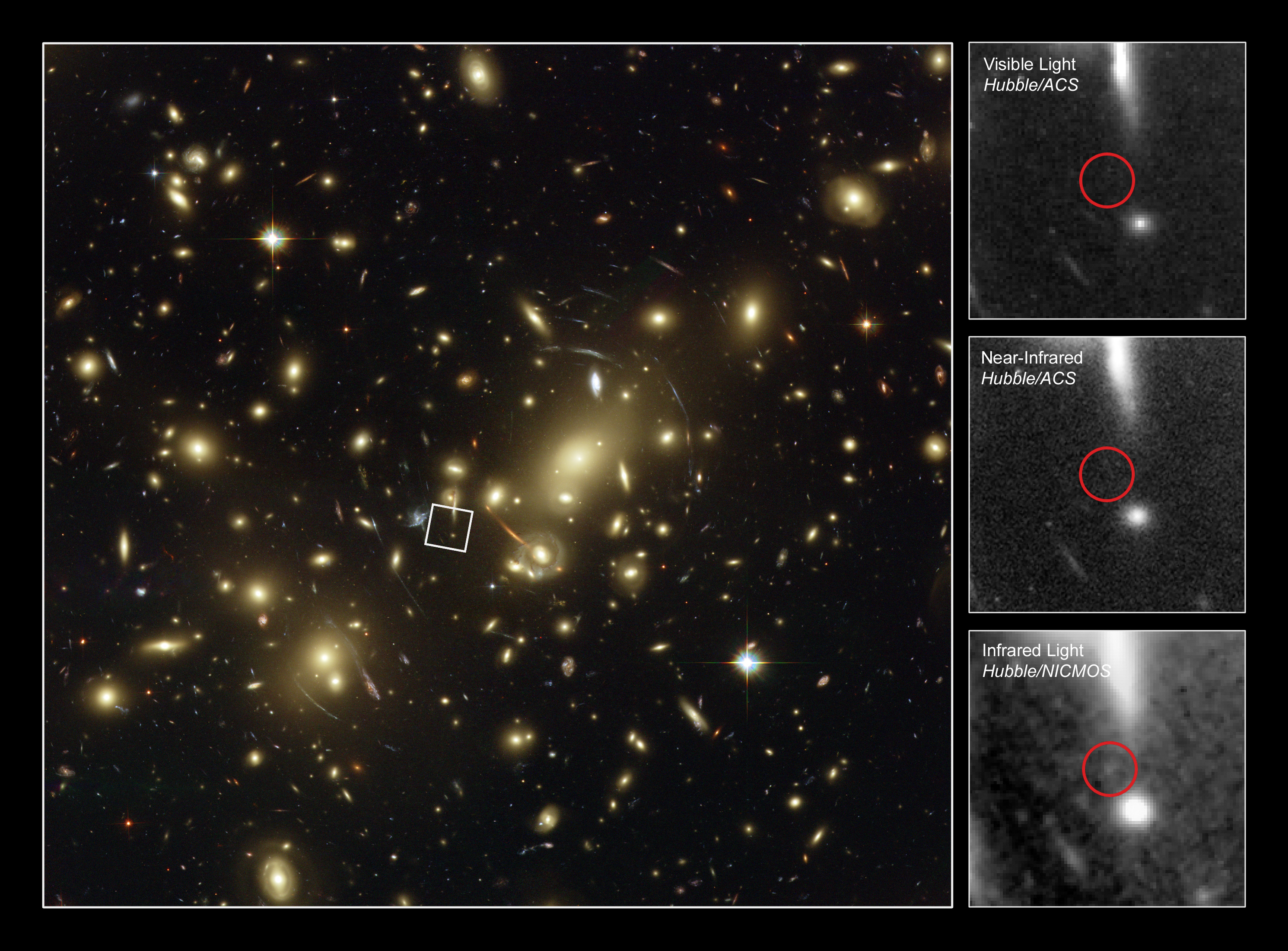
L'ammasso Abell 2218 e, nei riquadri, la galassia distante A2218_z1.

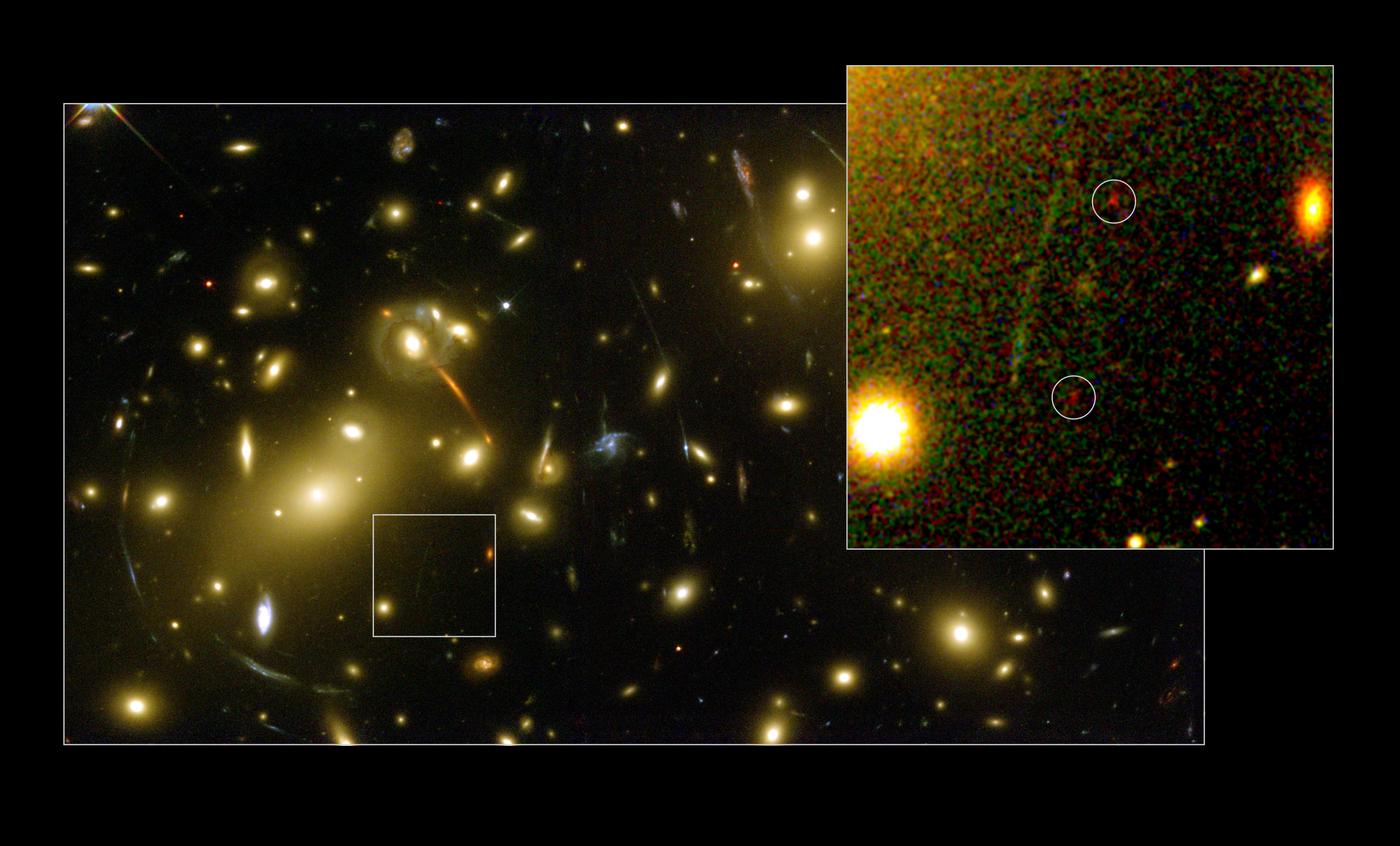
L'ammasso Abell 2218 e un'altra galassia distante individuata con la lente gravitazionale.